# Vitalina Varela (película)
Vitalina Varela es una película de drama portuguesa de 2019 dirigido por el aclamado director Pedro Costa. Ganó el Leopardo de Oro y el premio a la Mejor Actriz en el Festival de Cine de Locarno de 2019. La película sigue a Vitalina Varela, un personaje que apareció anteriormente en Horse Money de Pedro Costa.
Fue seleccionada como la entrada portuguesa a Mejor Película Internacional en la 93.ª edición de los Premios Óscar después de que la primera entrada de Portugal, Listen, fuera descalificada.

## Sinopsis
Vitalina Varela sigue a su personaje principal, una mujer caboverdiana que llega a Lisboa para encontrarse con su esposo, quien se fue hace 40 años. Tan pronto como aterriza en la capital, se entera de que murió hace tres días. Seguimos a Vitalina a través del barrio de chabolas de Fontainhas mientras navega por las huellas que dejó su esposo, descubriendo sus secretos y su vida ilícita.

## Lanzamiento
El 14 de agosto de 2019, la película tuvo su estreno mundial en el Festival de Cine de Locarno, donde ganó el Leopardo de Oro y el Leopardo a la Mejor Actriz. Luego, la película se estrenó en todo el mundo, a través de muchos festivales de cine. La película tuvo su estreno en Estados Unidos en el Festival de Cine de Nueva York el 6 de octubre de 2019. El 24 de enero de 2020 se proyectó en el Festival de Cine de Sundance. Fue estrenada en cines en los Estados Unidos por Grasshopper Film el 21 de febrero de 2020 y en DVD y Blu-ray el 8 de septiembre.

## Recepción

### Respuesta crítica
En el agregador de reseñas Rotten Tomatoes, la película tiene un índice de aprobación del 98% basado en 62 reseñas, con una calificación promedio de 8.6/10. El consenso crítico del sitio web dice: "Rigurosa y bellamente compuesta, Vitalina Varela es un drama silenciosamente absorbente cuya superficie plácida desmiente profundidades ocultas". Metacritic, que utiliza un promedio ponderado, asignó a la película una puntuación de 86 sobre 100, basada en 15 críticos, lo que indica "Aclamación universal".
Sight & Sound la consideró la décima mejor película de 2019, llegando a decir: “La actuación de Varela es elemental, forjada a fuego. Nunca deja de asombrar los milagros que Costa es capaz de arrebatar a los no actores, o más exactamente, entrenarlos para arrebatarlos a sí mismos, pero esta es probablemente la actuación más formidable y la presencia en pantalla más potente hasta ahora en su trabajo".